# Gabriele Possanner
Gabriele Possanner   (Buda, 27 de gener de 1860 - Viena, 14 de març de 1940) va ser la primera metgessa que va exercir la medicina a l'Imperi Austrohongarés. Era filla del jurista austríac Benjamin Possanner, i va viure en sis ciutats diferents fins a l'edat de vint anys ja que son pare es mudava sovint per motius laborals. A l'octubre de 1880 va ser nomenat Cap de Secció en el Tresor Imperial de Viena, i la família, incloent-hi a Gabriele, va poder establir-se a Viena.
Com a metgessa, Gabriele va treballar inicialment com a oficial mèdic públic a Bòsnia i Hercegovina, on les dones musulmanes es negaven a ser ateses per metges masculins. La Universitat de Zúric li havia concedit el títol de metgessa en 1894, però no va ser fins a 1897 quan va poder realitzar l'examen per segona vegada, aquesta volta davant d'examinadors vienesos, la qual cosa la va habilitar per exercir com a metgessa a l'Imperi. Es va convertir així en la primera dona que es va graduar a la Universitat de Viena amb un títol de metge en 1897. Després d'això, va ser l'única doctora a un hospital austrohongarés fins a 1903.

## Llegat
En 1960 la Possannergasse de Hietzing va ser anomenada així en honor de Gabriele. En 2004, el parc Gabriele-Possanner en el 9é districte de Viena també va ser anomenat en el seu honor, com també ho va ser l'Institut Gabriele Possanner de Recerca Interdisciplinària al 21é districte vienès.
El premi Gabriele Possanner (en alemany: Gabriele-Possanner-Staatspreis) és un premi estatal que fomenta la recerca feminista a Àustria, anomenat així en honor de Gabriele. Va ser establert en 1997 i és atorgat cada dos anys pel Ministeri Federal de Ciència i Recerca.